# Mountain View (condado de Natrona)
Mountain View es un Lugar designado por el censo ubicado en el condado de Natrona en el estado estadounidense de Wyoming. En el año 2010 tenía una población de 96 habitantes y una densidad poblacional de 9.7 personas por km² .

## Geografía
Mountain View se encuentra ubicado en las coordenadas 42°52′6.52″N 106°24′40.54″O / 42.8684778, -106.4112611. Según la Oficina del Censo,  la localidad tiene un área total de 9,9 km² (3,8 mi²), de la cual 9,9 km² (3,8 mi²) es tierra y 0 km² (0 mi²) (0.0%) es agua.

## Demografía
En el 2000 la renta per cápita promedia del hogar era de $28.068, y el ingreso promedio para una familia era de $28.636. El ingreso per cápita para la localidad era de $11.754. En 2000 los hombres tenían un ingreso per cápita de $26.111 contra $0 para las mujeres. Alrededor del 7.10% de la población estaba bajo el umbral de pobreza nacional.